# Neriene peltata
Neriene peltata là một loài nhện thuộc về họ Linyphiidae. Nó phân bố miền Toàn bắc.
Giống như các thành viên khác của họ này, đây là một con nhện nhỏ: chân không bao gồm chiều dài cơ thể khoảng 5 mm. Mai màu nâu với một sọc đen trung tâm. Bụng sọc nâu và trắng. Nó xây dựng một võng hình mạng giữa các bụi cây mà nó nằm bên dưới.

## Hình ảnh

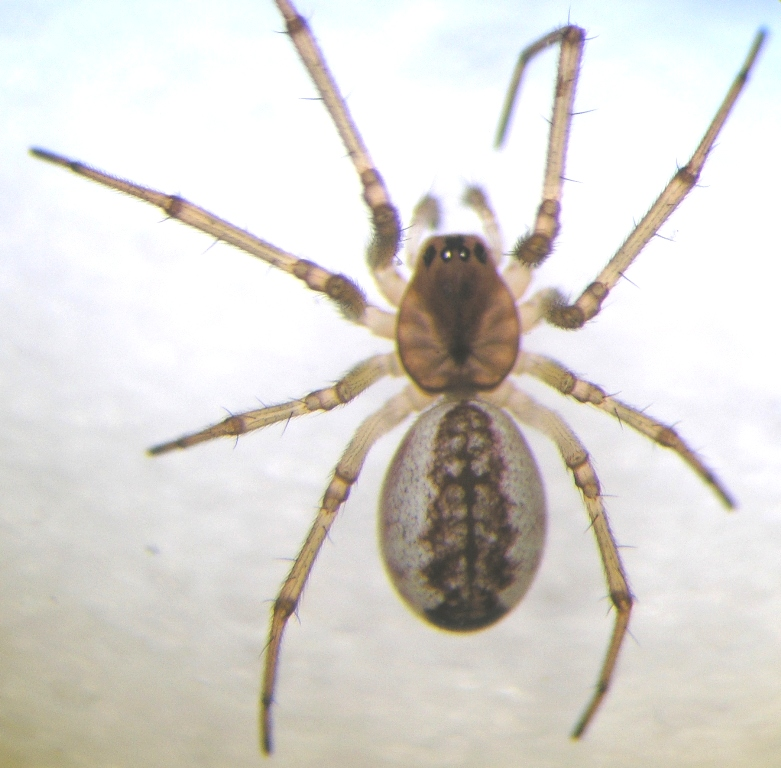
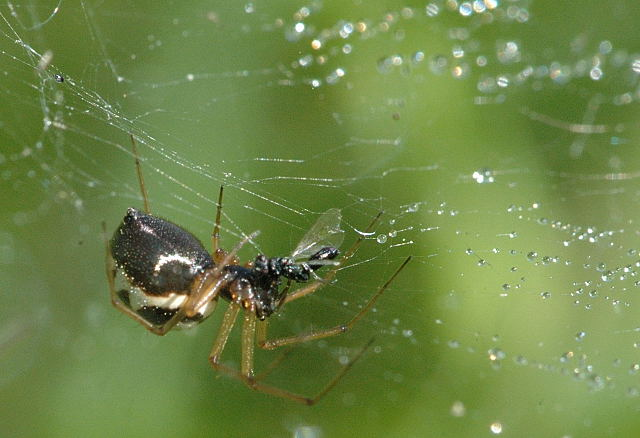
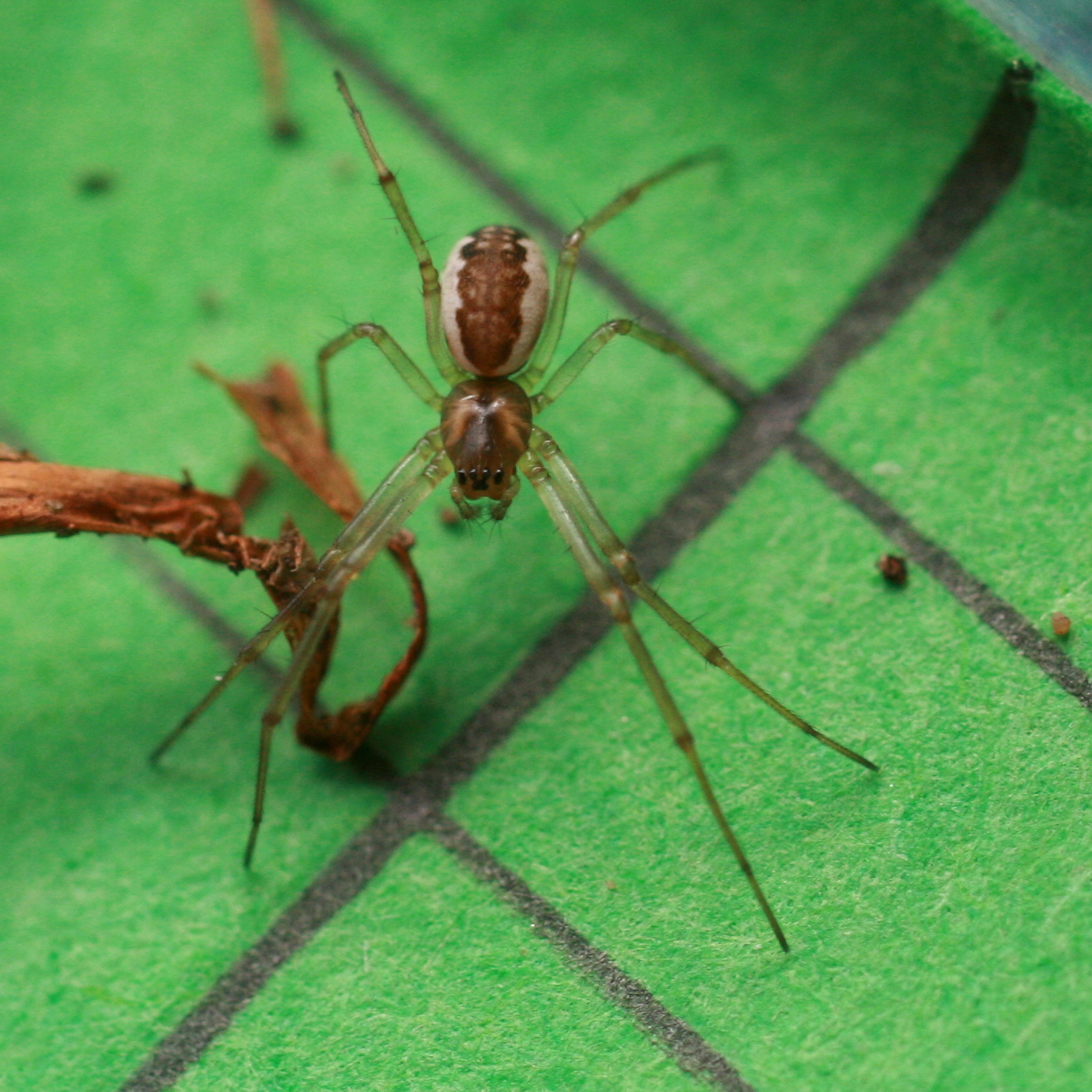
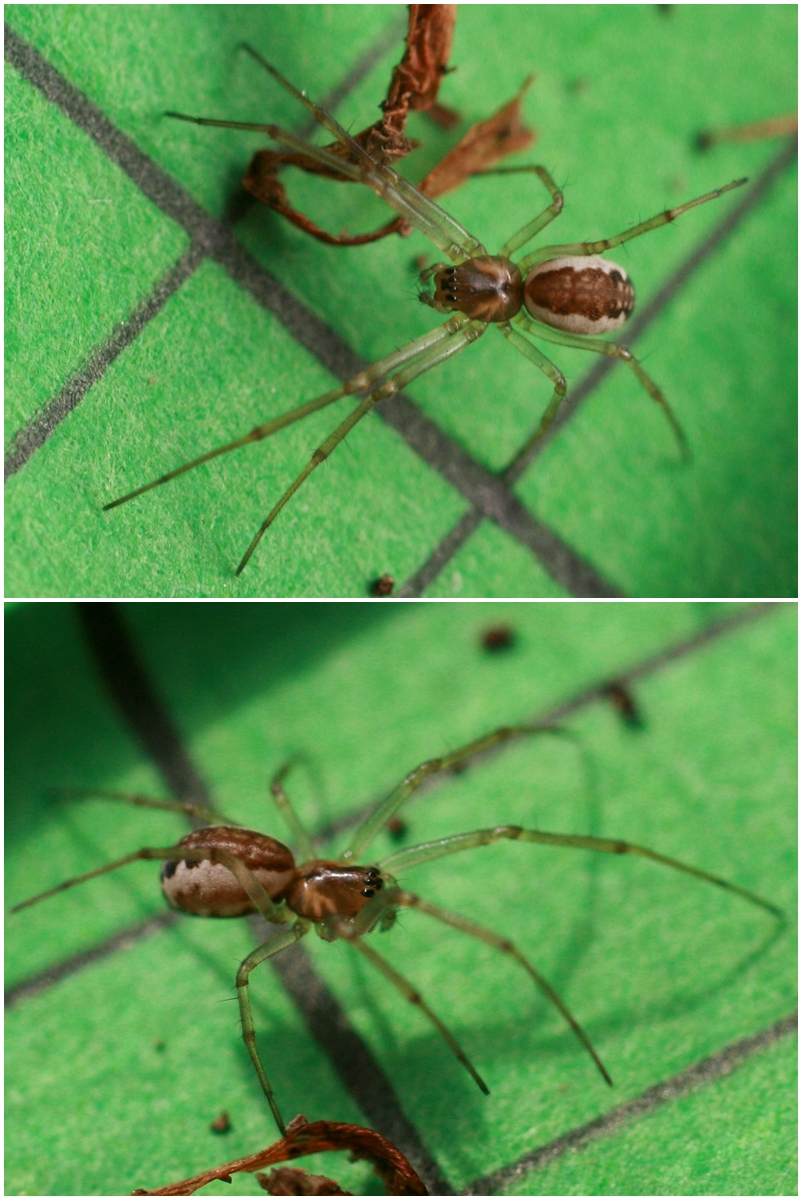